# Élections américaines de la Chambre des représentants de 1994
En 1994, les élections à la Chambre des représentants des États-Unis ont eu lieu le 8 novembre pour renouveler 435 sièges. Deux ans après l'élection de Bill Clinton à la Maison-Blanche, ces élections sont marquées par la Révolution républicaine, qui voit les républicains reprendre 54 sièges aux démocrates.
Le Parti républicain réussit à reprendre le contrôle de la chambre basse du Congrès américain avec 230 représentants. Les républicains n'y avaient pas été majoritaires depuis 1952 et n'avaient pas connu un tel score depuis 1946.
Ces élections se déroulent en même temps que des élections des gouverneurs et des élections sénatoriales.

## Résultats par district
| État                 | District     | Représentant sortant         | Parti | Parti        | Représentant élu            | Parti | Parti       |
| -------------------- | ------------ | ---------------------------- | ----- | ------------ | --------------------------- | ----- | ----------- |
| Alabama              | 1er district | Sonny Callahan               |       | Républicain  | Sonny Callahan              |       | Républicain |
| Alabama              | 2e district  | Terry Everett                |       | Républicain  | Terry Everett               |       | Républicain |
| Alabama              | 3e district  | Glen Browder                 |       | Démocrate    | Glen Browder                |       | Démocrate   |
| Alabama              | 4e district  | Tom Bevill                   |       | Démocrate    | Tom Bevill                  |       | Démocrate   |
| Alabama              | 5e district  | Robert E. Cramer             |       | Démocrate    | Robert E. Cramer            |       | Démocrate   |
| Alabama              | 6e district  | Spencer Bachus               |       | Républicain  | Spencer Bachus              |       | Républicain |
| Alabama              | 7e district  | Earl F. Hilliard             |       | Démocrate    | Earl F. Hilliard            |       | Démocrate   |
| Alaska               | District     | Don Young                    |       | Républicain  | Don Young                   |       | Républicain |
| Arizona              | 1er district | Sam Coppersmith *            |       | Démocrate*   | Matt Salmon                 |       | Républicain |
| Arizona              | 2e district  | Ed Pastor                    |       | Démocrate    | Ed Pastor                   |       | Démocrate   |
| Arizona              | 3e district  | Bob Stump                    |       | Républicain  | Bob Stump                   |       | Républicain |
| Arizona              | 4e district  | Jon Kyl *                    |       | Républicain  | John Shadegg                |       | Républicain |
| Arizona              | 5e district  | Jim Kolbe                    |       | Républicain  | Jim Kolbe                   |       | Républicain |
| Arizona              | 6e district  | Karan English                |       | Démocrate    | J. D. Hayworth              |       | Républicain |
| Arkansas             | 1er district | Blanche Lincoln              |       | Démocrate    | Blanche Lincoln             |       | Démocrate   |
| Arkansas             | 2e district  | Ray Thornton                 |       | Démocrate    | Ray Thornton                |       | Démocrate   |
| Arkansas             | 3e district  | Tim Hutchinson               |       | Républicain  | Tim Hutchinson              |       | Républicain |
| Arkansas             | 4e district  | Jay Dickey                   |       | Républicain  | Jay Dickey                  |       | Républicain |
| Californie           | 1er district | Dan Hamburg                  |       | Démocrate    | Frank Riggs                 |       | Républicain |
| Californie           | 2e district  | Wally Herger                 |       | Républicain  | Wally Herger                |       | Républicain |
| Californie           | 3e district  | Vic Fazio                    |       | Démocrate    | Vic Fazio                   |       | Démocrate   |
| Californie           | 4e district  | John Doolittle               |       | Républicain  | John Doolittle              |       | Républicain |
| Californie           | 5e district  | Bob Matsui                   |       | Démocrate    | Bob Matsui                  |       | Démocrate   |
| Californie           | 6e district  | Lynn Woolsey                 |       | Démocrate    | Lynn Woolsey                |       | Démocrate   |
| Californie           | 7e district  | George Miller                |       | Démocrate    | George Miller               |       | Démocrate   |
| Californie           | 8e district  | Nancy Pelosi                 |       | Démocrate    | Nancy Pelosi                |       | Démocrate   |
| Californie           | 9e district  | Ron Dellums                  |       | Démocrate    | Ron Dellums                 |       | Démocrate   |
| Californie           | 10e district | Bill Baker                   |       | Républicain  | Bill Baker                  |       | Républicain |
| Californie           | 11e district | Richard Pombo                |       | Républicain  | Richard Pombo               |       | Républicain |
| Californie           | 12e district | Tom Lantos                   |       | Démocrate    | Tom Lantos                  |       | Démocrate   |
| Californie           | 13e district | Pete Stark                   |       | Démocrate    | Pete Stark                  |       | Démocrate   |
| Californie           | 14e district | Anna Eshoo                   |       | Démocrate    | Anna Eshoo                  |       | Démocrate   |
| Californie           | 15e district | Norm Mineta                  |       | Démocrate    | Norm Mineta                 |       | Démocrate   |
| Californie           | 16e district | Don Edwards *                |       | Démocrate*   | Zoe Lofgren                 |       | Démocrate   |
| Californie           | 17e district | Sam Farr                     |       | Démocrate    | Sam Farr                    |       | Démocrate   |
| Californie           | 18e district | Gary Condit                  |       | Démocrate    | Gary Condit                 |       | Démocrate   |
| Californie           | 19e district | Richard H. Lehman            |       | Démocrate    | George Radanovich           |       | Républicain |
| Californie           | 20e district | Cal Dooley                   |       | Démocrate    | Cal Dooley                  |       | Démocrate   |
| Californie           | 21e district | Bill Thomas                  |       | Républicain  | Bill Thomas                 |       | Républicain |
| Californie           | 22e district | Michael Huffington *         |       | Républicain* | Andrea Seastrand            |       | Républicain |
| Californie           | 23e district | Elton Gallegly               |       | Républicain  | Elton Gallegly              |       | Républicain |
| Californie           | 24e district | Anthony C. Beilenson         |       | Démocrate    | Anthony C. Beilenson        |       | Démocrate   |
| Californie           | 25e district | Howard McKeon                |       | Républicain  | Howard McKeon               |       | Républicain |
| Californie           | 26e district | Howard Berman                |       | Démocrate    | Howard Berman               |       | Démocrate   |
| Californie           | 27e district | Carlos Moorhead              |       | Républicain  | Carlos Moorhead             |       | Républicain |
| Californie           | 28e district | David Dreier                 |       | Républicain  | David Dreier                |       | Républicain |
| Californie           | 29e district | Henry Waxman                 |       | Démocrate    | Henry Waxman                |       | Démocrate   |
| Californie           | 30e district | Xavier Becerra               |       | Démocrate    | Xavier Becerra              |       | Démocrate   |
| Californie           | 31e district | Matthew G. Martinez          |       | Démocrate    | Matthew G. Martinez         |       | Démocrate   |
| Californie           | 32e district | Julian C. Dixon              |       | Démocrate    | Julian C. Dixon             |       | Démocrate   |
| Californie           | 33e district | Lucille Roybal-Allard        |       | Démocrate    | Lucille Roybal-Allard       |       | Démocrate   |
| Californie           | 34e district | Esteban Edward Torres        |       | Démocrate    | Esteban Edward Torres       |       | Démocrate   |
| Californie           | 35e district | Maxine Waters                |       | Démocrate    | Maxine Waters               |       | Démocrate   |
| Californie           | 36e district | Jane Harman                  |       | Démocrate    | Jane Harman                 |       | Démocrate   |
| Californie           | 37e district | Walter R. Tucker III         |       | Démocrate    | Walter R. Tucker III        |       | Démocrate   |
| Californie           | 38e district | Steve Horn                   |       | Républicain  | Steve Horn                  |       | Républicain |
| Californie           | 39e district | Ed Royce                     |       | Républicain  | Ed Royce                    |       | Républicain |
| Californie           | 40e district | Jerry Lewis                  |       | Républicain  | Jerry Lewis                 |       | Républicain |
| Californie           | 41e district | Jay Kim                      |       | Républicain  | Jay Kim                     |       | Républicain |
| Californie           | 42e district | George Brown Jr.             |       | Démocrate    | George Brown Jr.            |       | Démocrate   |
| Californie           | 43e district | Ken Calvert                  |       | Républicain  | Ken Calvert                 |       | Républicain |
| Californie           | 44e district | Al McCandless *              |       | Républicain* | Sonny Bono                  |       | Républicain |
| Californie           | 45e district | Dana Rohrabacher             |       | Républicain  | Dana Rohrabacher            |       | Républicain |
| Californie           | 46e district | Bob Dornan                   |       | Républicain  | Bob Dornan                  |       | Républicain |
| Californie           | 47e district | Christopher Cox              |       | Républicain  | Christopher Cox             |       | Républicain |
| Californie           | 48e district | Ron Packard                  |       | Républicain  | Ron Packard                 |       | Républicain |
| Californie           | 49e district | Lynn Schenk                  |       | Démocrate    | Brian Bilbray               |       | Républicain |
| Californie           | 50e district | Bob Filner                   |       | Démocrate    | Bob Filner                  |       | Démocrate   |
| Californie           | 51e district | Duke Cunningham              |       | Républicain  | Duke Cunningham             |       | Républicain |
| Californie           | 52e district | Duncan Hunter                |       | Républicain  | Duncan Hunter               |       | Républicain |
| Caroline du Nord     | 1er district | Eva M. Clayton               |       | Démocrate    | Eva M. Clayton              |       | Démocrate   |
| Caroline du Nord     | 2e district  | Tim Valentine *              |       | Démocrate*   | David Funderburk            |       | Républicain |
| Caroline du Nord     | 3e district  | Martin Lancaster             |       | Démocrate    | Walter Jones                |       | Républicain |
| Caroline du Nord     | 4e district  | David Price                  |       | Démocrate    | Fred Heineman               |       | Républicain |
| Caroline du Nord     | 5e district  | Stephen L. Neal              |       | Démocrate    | Richard Burr                |       | Républicain |
| Caroline du Nord     | 6e district  | Howard Coble                 |       | Républicain  | Howard Coble                |       | Républicain |
| Caroline du Nord     | 7e district  | Charlie Rose                 |       | Démocrate    | Charlie Rose                |       | Démocrate   |
| Caroline du Nord     | 8e district  | Bill Hefner                  |       | Démocrate    | Bill Hefner                 |       | Démocrate   |
| Caroline du Nord     | 9e district  | Alex McMillan *              |       | Républicain* | Sue Wilkins Myrick          |       | Républicain |
| Caroline du Nord     | 10e district | Cass Ballenger               |       | Républicain  | Cass Ballenger              |       | Républicain |
| Caroline du Nord     | 11e district | Charles H. Taylor (en)       |       | Républicain  | Charles H. Taylor (en)      |       | Républicain |
| Caroline du Nord     | 12e district | Mel Watt                     |       | Démocrate    | Mel Watt                    |       | Démocrate   |
| Caroline du Sud      | 1er district | Arthur Ravenel Jr. *         |       | Républicain* | Mark Sanford                |       | Républicain |
| Caroline du Sud      | 2e district  | Floyd Spence                 |       | Républicain  | Floyd Spence                |       | Républicain |
| Caroline du Sud      | 3e district  | Butler Derrick *             |       | Démocrate*   | Lindsey Graham              |       | Républicain |
| Caroline du Sud      | 4e district  | Bob Inglis                   |       | Républicain  | Bob Inglis                  |       | Républicain |
| Caroline du Sud      | 5e district  | John Spratt                  |       | Démocrate    | John Spratt                 |       | Démocrate   |
| Caroline du Sud      | 6e district  | Jim Clyburn                  |       | Démocrate    | Jim Clyburn                 |       | Démocrate   |
| Colorado             | 1er district | Patricia Schroeder           |       | Démocrate    | Patricia Schroeder          |       | Démocrate   |
| Colorado             | 2e district  | David Skaggs                 |       | Démocrate    | David Skaggs                |       | Démocrate   |
| Colorado             | 3e district  | Scott McInnis                |       | Républicain  | Scott McInnis               |       | Républicain |
| Colorado             | 4e district  | Wayne Allard                 |       | Républicain  | Wayne Allard                |       | Républicain |
| Colorado             | 5e district  | Joel Hefley                  |       | Républicain  | Joel Hefley                 |       | Républicain |
| Colorado             | 6e district  | Daniel Schaefer              |       | Républicain  | Daniel Schaefer             |       | Républicain |
| Connecticut          | 1er district | Barbara B. Kennelly          |       | Démocrate    | Barbara B. Kennelly         |       | Démocrate   |
| Connecticut          | 2e district  | Sam Gejdenson                |       | Démocrate    | Sam Gejdenson               |       | Démocrate   |
| Connecticut          | 3e district  | Rosa DeLauro                 |       | Démocrate    | Rosa DeLauro                |       | Démocrate   |
| Connecticut          | 4e district  | Chris Shays                  |       | Républicain  | Chris Shays                 |       | Républicain |
| Connecticut          | 5e district  | Gary Franks                  |       | Républicain  | Gary Franks                 |       | Républicain |
| Connecticut          | 6e district  | Nancy Johnson                |       | Républicain  | Nancy Johnson               |       | Républicain |
| Dakota du Nord       | District     | Earl Pomeroy                 |       | Démocrate    | Earl Pomeroy                |       | Démocrate   |
| Dakota du Sud        | District     | Tim Johnson                  |       | Démocrate    | Tim Johnson                 |       | Démocrate   |
| Delaware             | District     | Michael Castle               |       | Républicain  | Michael Castle              |       | Républicain |
| Floride              | 1er district | Earl Dewitt Hutto *          |       | Démocrate*   | Joe Scarborough             |       | Républicain |
| Floride              | 2e district  | Pete Peterson                |       | Démocrate    | Pete Peterson               |       | Démocrate   |
| Floride              | 3e district  | Corrine Brown                |       | Démocrate    | Corrine Brown               |       | Démocrate   |
| Floride              | 4e district  | Tillie K. Fowler             |       | Républicain  | Tillie K. Fowler            |       | Républicain |
| Floride              | 5e district  | Karen Thurman                |       | Démocrate    | Karen Thurman               |       | Démocrate   |
| Floride              | 6e district  | Cliff Stearns                |       | Républicain  | Cliff Stearns               |       | Républicain |
| Floride              | 7e district  | John Mica                    |       | Républicain  | John Mica                   |       | Républicain |
| Floride              | 8e district  | Bill McCollum                |       | Républicain  | Bill McCollum               |       | Républicain |
| Floride              | 9e district  | Michael Bilirakis            |       | Républicain  | Michael Bilirakis           |       | Républicain |
| Floride              | 10e district | Bill Young                   |       | Républicain  | Bill Young                  |       | Républicain |
| Floride              | 11e district | Sam Gibbons                  |       | Démocrate    | Sam Gibbons                 |       | Démocrate   |
| Floride              | 12e district | Charles T. Canady            |       | Républicain  | Charles T. Canady           |       | Républicain |
| Floride              | 13e district | Dan Miller                   |       | Républicain  | Dan Miller                  |       | Républicain |
| Floride              | 14e district | Porter J. Goss               |       | Républicain  | Porter J. Goss              |       | Républicain |
| Floride              | 15e district | Jim Bacchus *                |       | Démocrate*   | Dave Weldon                 |       | Républicain |
| Floride              | 16e district | Tom Lewis                    |       | Républicain  | Mark Foley                  |       | Républicain |
| Floride              | 17e district | Carrie P. Meek               |       | Démocrate    | Carrie P. Meek              |       | Démocrate   |
| Floride              | 18e district | Ileana Ros-Lehtinen          |       | Républicain  | Ileana Ros-Lehtinen         |       | Républicain |
| Floride              | 19e district | Harry Johnston               |       | Démocrate    | Harry Johnston              |       | Démocrate   |
| Floride              | 20e district | Peter Deutch                 |       | Démocrate    | Peter Deutch                |       | Démocrate   |
| Floride              | 21e district | Lincoln Diaz-Balart          |       | Républicain  | Lincoln Diaz-Balart         |       | Républicain |
| Floride              | 22e district | E. Clay Shaw Jr.             |       | Républicain  | E. Clay Shaw Jr.            |       | Républicain |
| Floride              | 23e district | Alcee Hastings               |       | Démocrate    | Alcee Hastings              |       | Démocrate   |
| Géorgie              | 1er district | Jack Kingston                |       | Républicain  | Jack Kingston               |       | Républicain |
| Géorgie              | 2e district  | Sanford Bishop               |       | Démocrate    | Sanford Bishop              |       | Démocrate   |
| Géorgie              | 3e district  | Mac Collins                  |       | Républicain  | Mac Collins                 |       | Républicain |
| Géorgie              | 4e district  | John Linder                  |       | Républicain  | John Linder                 |       | Républicain |
| Géorgie              | 5e district  | John Lewis                   |       | Démocrate    | John Lewis                  |       | Démocrate   |
| Géorgie              | 6e district  | Newt Gingrich                |       | Républicain  | Newt Gingrich               |       | Républicain |
| Géorgie              | 7e district  | George Darden                |       | Démocrate    | Bob Barr                    |       | Républicain |
| Géorgie              | 8e district  | J. Roy Rowland *             |       | Démocrate*   | Saxby Chambliss             |       | Républicain |
| Géorgie              | 9e district  | Nathan Deal                  |       | Démocrate    | Nathan Deal                 |       | Démocrate   |
| Géorgie              | 10e district | Don Johnson Jr.              |       | Démocrate    | Charlie Norwood             |       | Républicain |
| Géorgie              | 11e district | Cynthia McKinney             |       | Démocrate    | Cynthia McKinney            |       | Démocrate   |
| Hawaï                | 1er district | Neil Abercrombie             |       | Démocrate    | Neil Abercrombie            |       | Démocrate   |
| Hawaï                | 2e district  | Patsy Mink                   |       | Démocrate    | Patsy Mink                  |       | Démocrate   |
| Idaho                | 1er district | Larry LaRocco                |       | Démocrate    | Helen Chenoweth             |       | Républicain |
| Idaho                | 2e district  | Mike Crapo                   |       | Républicain  | Mike Crapo                  |       | Républicain |
| Illinois             | 1er district | Bobby Rush                   |       | Démocrate    | Bobby Rush                  |       | Démocrate   |
| Illinois             | 2e district  | Mel Reynolds                 |       | Démocrate    | Mel Reynolds                |       | Démocrate   |
| Illinois             | 3e district  | Bill Lipinski                |       | Démocrate    | Bill Lipinski               |       | Démocrate   |
| Illinois             | 4e district  | Luis Gutiérrez               |       | Démocrate    | Luis Gutiérrez              |       | Démocrate   |
| Illinois             | 5e district  | Dan Rostenkowski             |       | Démocrate    | Michael Patrick Flanagan    |       | Républicain |
| Illinois             | 6e district  | Henry Hyde                   |       | Républicain  | Henry Hyde                  |       | Républicain |
| Illinois             | 7e district  | Cardiss Collins              |       | Démocrate    | Cardiss Collins             |       | Démocrate   |
| Illinois             | 8e district  | Phil Crane                   |       | Républicain  | Phil Crane                  |       | Républicain |
| Illinois             | 9e district  | Sidney R. Yates              |       | Démocrate    | Sidney R. Yates             |       | Démocrate   |
| Illinois             | 10e district | John Porter                  |       | Républicain  | John Porter                 |       | Républicain |
| Illinois             | 11e district | George Sangmeister *         |       | Démocrate*   | Jerry Weller                |       | Républicain |
| Illinois             | 12e district | Jerry Costello               |       | Démocrate    | Jerry Costello              |       | Démocrate   |
| Illinois             | 13e district | Harris W. Fawell             |       | Républicain  | Harris W. Fawell            |       | Républicain |
| Illinois             | 14e district | Dennis Hastert               |       | Républicain  | Dennis Hastert              |       | Républicain |
| Illinois             | 15e district | Thomas W. Ewing              |       | Républicain  | Thomas W. Ewing             |       | Républicain |
| Illinois             | 16e district | Donald A. Manzullo           |       | Républicain  | Donald A. Manzullo          |       | Républicain |
| Illinois             | 17e district | Lane Evans                   |       | Démocrate    | Lane Evans                  |       | Démocrate   |
| Illinois             | 18e district | Robert H. Michel *           |       | Républicain* | Ray LaHood                  |       | Républicain |
| Illinois             | 19e district | Glenn Poshard                |       | Démocrate    | Glenn Poshard               |       | Démocrate   |
| Illinois             | 20e district | Richard Durbin               |       | Démocrate    | Richard Durbin              |       | Démocrate   |
| Indiana              | 1er district | Pete Visclosky               |       | Démocrate    | Pete Visclosky              |       | Démocrate   |
| Indiana              | 2e district  | Philip Sharp *               |       | Démocrate*   | David M. McIntosh           |       | Républicain |
| Indiana              | 3e district  | Tim Roemer                   |       | Démocrate    | Tim Roemer                  |       | Démocrate   |
| Indiana              | 4e district  | Jill Long                    |       | Démocrate    | Mark Souder                 |       | Républicain |
| Indiana              | 5e district  | Steve Buyer                  |       | Républicain  | Steve Buyer                 |       | Républicain |
| Indiana              | 6e district  | Dan Burton                   |       | Républicain  | Dan Burton                  |       | Républicain |
| Indiana              | 7e district  | John T. Myers                |       | Républicain  | John T. Myers               |       | Républicain |
| Indiana              | 8e district  | Frank McCloskey              |       | Démocrate    | John Hostettler             |       | Républicain |
| Indiana              | 9e district  | Lee H. Hamilton              |       | Démocrate    | Lee H. Hamilton             |       | Démocrate   |
| Indiana              | 10e district | Andrew Jacobs Jr.            |       | Démocrate    | Andrew Jacobs Jr.           |       | Démocrate   |
| Iowa                 | 1er district | Jim Leach                    |       | Républicain  | Jim Leach                   |       | Républicain |
| Iowa                 | 2e district  | Jim Nussle                   |       | Républicain  | Jim Nussle                  |       | Républicain |
| Iowa                 | 3e district  | Jim Ross Lightfoot           |       | Républicain  | Jim Ross Lightfoot          |       | Républicain |
| Iowa                 | 4e district  | Neal Edward Smith            |       | Démocrate    | Greg Ganske                 |       | Républicain |
| Iowa                 | 5e district  | Fred Grandy *                |       | Républicain* | Tom Latham                  |       | Républicain |
| Kansas               | 1er district | Pat Roberts                  |       | Républicain  | Pat Roberts                 |       | Républicain |
| Kansas               | 2e district  | Jim Slattery *               |       | Démocrate*   | Sam Brownback               |       | Républicain |
| Kansas               | 3e district  | Jan Meyers                   |       | Républicain  | Jan Meyers                  |       | Républicain |
| Kansas               | 4e district  | Dan Glickman                 |       | Démocrate    | Todd Tiahrt                 |       | Républicain |
| Kentucky             | 1er district | Thomas Barlow                |       | Démocrate    | Ed Whitfield                |       | Républicain |
| Kentucky             | 2e district  | Ron Lewis                    |       | Républicain  | Ron Lewis                   |       | Républicain |
| Kentucky             | 3e district  | Romano Mazzoli *             |       | Démocrate*   | Mike Ward                   |       | Démocrate   |
| Kentucky             | 4e district  | Jim Bunning                  |       | Républicain  | Jim Bunning                 |       | Républicain |
| Kentucky             | 5e district  | Hal Rogers                   |       | Républicain  | Hal Rogers                  |       | Républicain |
| Kentucky             | 6e district  | Scotty Baesler               |       | Démocrate    | Scotty Baesler              |       | Démocrate   |
| Louisiane            | 1er district | Bob Livingston               |       | Républicain  | Bob Livingston              |       | Républicain |
| Louisiane            | 2e district  | William J. Jefferson         |       | Démocrate    | William J. Jefferson        |       | Démocrate   |
| Louisiane            | 3e district  | Billy Tauzin                 |       | Démocrate    | Billy Tauzin                |       | Démocrate   |
| Louisiane            | 4e district  | Cleo Fields                  |       | Démocrate    | Cleo Fields                 |       | Démocrate   |
| Louisiane            | 5e district  | Jim McCrery                  |       | Républicain  | Jim McCrery                 |       | Républicain |
| Louisiane            | 6e district  | Richard Baker                |       | Républicain  | Richard Baker               |       | Républicain |
| Louisiane            | 7e district  | Jimmy Hayes                  |       | Démocrate    | Jimmy Hayes                 |       | Démocrate   |
| Maine                | 1er district | Thomas Andrews *             |       | Démocrate*   | James B. Longley Jr.        |       | Républicain |
| Maine                | 2e district  | Olympia Snowe *              |       | Républicain* | John Baldacci               |       | Démocrate   |
| Maryland             | 1er district | Wayne Gilchrest              |       | Républicain  | Wayne Gilchrest             |       | Républicain |
| Maryland             | 2e district  | Helen Delich Bentley *       |       | Républicain* | Robert Ehrlich              |       | Républicain |
| Maryland             | 3e district  | Ben Cardin                   |       | Démocrate    | Ben Cardin                  |       | Démocrate   |
| Maryland             | 4e district  | Albert Wynn                  |       | Démocrate    | Albert Wynn                 |       | Démocrate   |
| Maryland             | 5e district  | Steny Hoyer                  |       | Démocrate    | Steny Hoyer                 |       | Démocrate   |
| Maryland             | 6e district  | Roscoe Bartlett              |       | Républicain  | Roscoe Bartlett             |       | Républicain |
| Maryland             | 7e district  | Kweisi Mfume                 |       | Démocrate    | Kweisi Mfume                |       | Démocrate   |
| Maryland             | 8e district  | Connie Morella               |       | Républicain  | Connie Morella              |       | Républicain |
| Massachusetts        | 1er district | John Olver                   |       | Démocrate    | John Olver                  |       | Démocrate   |
| Massachusetts        | 2e district  | Richard Neal                 |       | Démocrate    | Richard Neal                |       | Démocrate   |
| Massachusetts        | 3e district  | Peter I. Blute               |       | Républicain  | Peter I. Blute              |       | Républicain |
| Massachusetts        | 4e district  | Barney Frank                 |       | Démocrate    | Barney Frank                |       | Démocrate   |
| Massachusetts        | 5e district  | Marty Meehan                 |       | Démocrate    | Marty Meehan                |       | Démocrate   |
| Massachusetts        | 6e district  | Peter Torkildsen             |       | Républicain  | Peter Torkildsen            |       | Républicain |
| Massachusetts        | 7e district  | Ed Markey                    |       | Démocrate    | Ed Markey                   |       | Démocrate   |
| Massachusetts        | 8e district  | Joe Kennedy                  |       | Démocrate    | Joe Kennedy                 |       | Démocrate   |
| Massachusetts        | 9e district  | Joe Moakley                  |       | Démocrate    | Joe Moakley                 |       | Démocrate   |
| Massachusetts        | 10e district | Gerry Studds                 |       | Démocrate    | Gerry Studds                |       | Démocrate   |
| Michigan             | 1er district | Bart Stupak                  |       | Démocrate    | Bart Stupak                 |       | Démocrate   |
| Michigan             | 2e district  | Pete Hoekstra                |       | Républicain  | Pete Hoekstra               |       | Républicain |
| Michigan             | 3e district  | Vern Ehlers                  |       | Républicain  | Vern Ehlers                 |       | Républicain |
| Michigan             | 4e district  | Dave Camp                    |       | Républicain  | Dave Camp                   |       | Républicain |
| Michigan             | 5e district  | James A. Barcia              |       | Démocrate    | James A. Barcia             |       | Démocrate   |
| Michigan             | 6e district  | Fred Upton                   |       | Républicain  | Fred Upton                  |       | Républicain |
| Michigan             | 7e district  | Nick Smith                   |       | Républicain  | Nick Smith                  |       | Républicain |
| Michigan             | 8e district  | Bob Carr *                   |       | Démocrate*   | Dick Chrysler               |       | Républicain |
| Michigan             | 9e district  | Dale Kildee                  |       | Démocrate    | Dale Kildee                 |       | Démocrate   |
| Michigan             | 10e district | David Bonior                 |       | Démocrate    | David Bonior                |       | Démocrate   |
| Michigan             | 11e district | Joe Knollenberg              |       | Républicain  | Joe Knollenberg             |       | Républicain |
| Michigan             | 12e district | Sander Levin                 |       | Démocrate    | Sander Levin                |       | Démocrate   |
| Michigan             | 13e district | William D. Ford *            |       | Démocrate*   | Lynn N. Rivers              |       | Démocrate   |
| Michigan             | 14e district | John Conyers                 |       | Démocrate    | John Conyers                |       | Démocrate   |
| Michigan             | 15e district | Barbara-Rose Collins         |       | Démocrate    | Barbara-Rose Collins        |       | Démocrate   |
| Michigan             | 16e district | John Dingell                 |       | Démocrate    | John Dingell                |       | Démocrate   |
| Minnesota            | 1er district | Tim Penny *                  |       | Démocrate*   | Gil Gutknecht               |       | Républicain |
| Minnesota            | 2e district  | David Minge                  |       | Démocrate    | David Minge                 |       | Démocrate   |
| Minnesota            | 3e district  | Jim Ramstad                  |       | Républicain  | Jim Ramstad                 |       | Républicain |
| Minnesota            | 4e district  | Bruce Vento                  |       | Démocrate    | Bruce Vento                 |       | Démocrate   |
| Minnesota            | 5e district  | Martin Olav Sabo             |       | Démocrate    | Martin Olav Sabo            |       | Démocrate   |
| Minnesota            | 6e district  | Rod Grams                    |       | Républicain  | Bill Luther                 |       | Démocrate   |
| Minnesota            | 7e district  | Collin Peterson              |       | Démocrate    | Collin Peterson             |       | Démocrate   |
| Minnesota            | 8e district  | Jim Oberstar                 |       | Démocrate    | Jim Oberstar                |       | Démocrate   |
| Mississippi          | 1er district | Jamie L. Whitten *           |       | Démocrate*   | Roger Wicker                |       | Républicain |
| Mississippi          | 2e district  | Bennie Thompson              |       | Démocrate    | Bennie Thompson             |       | Démocrate   |
| Mississippi          | 3e district  | Sonny Montgomery             |       | Démocrate    | Sonny Montgomery            |       | Démocrate   |
| Mississippi          | 4e district  | Michael Parker               |       | Démocrate    | Michael Parker              |       | Démocrate   |
| Mississippi          | 5e district  | Gene Taylor                  |       | Démocrate    | Gene Taylor                 |       | Démocrate   |
| Missouri             | 1er district | Bill Clay                    |       | Démocrate    | Bill Clay                   |       | Démocrate   |
| Missouri             | 2e district  | Jim Talent                   |       | Républicain  | Jim Talent                  |       | Républicain |
| Missouri             | 3e district  | Dick Gephardt                |       | Démocrate    | Dick Gephardt               |       | Démocrate   |
| Missouri             | 4e district  | Ike Skelton                  |       | Démocrate    | Ike Skelton                 |       | Démocrate   |
| Missouri             | 5e district  | Alan Wheat *                 |       | Démocrate*   | Karen McCarthy              |       | Démocrate   |
| Missouri             | 6e district  | Pat Danner                   |       | Démocrate    | Pat Danner                  |       | Démocrate   |
| Missouri             | 7e district  | Mel Hancock                  |       | Républicain  | Mel Hancock                 |       | Républicain |
| Missouri             | 8e district  | Bill Emerson                 |       | Républicain  | Bill Emerson                |       | Républicain |
| Missouri             | 9e district  | Harold Volkmer               |       | Démocrate    | Harold Volkmer              |       | Démocrate   |
| Montana              | District     | Pat Williams                 |       | Démocrate    | Pat Williams                |       | Démocrate   |
| Nebraska             | 1er district | Doug Bereuter                |       | Républicain  | Doug Bereuter               |       | Républicain |
| Nebraska             | 2e district  | Peter Hoagland               |       | Démocrate    | Jon Lynn Christensen        |       | Républicain |
| Nebraska             | 3e district  | Bill Barrett                 |       | Républicain  | Bill Barrett                |       | Républicain |
| Nevada               | 1er district | James Bilbray                |       | Démocrate    | John Ensign                 |       | Républicain |
| Nevada               | 2e district  | Barbara Vucanovich           |       | Républicain  | Barbara Vucanovich          |       | Républicain |
| New Hampshire        | 1er district | Bill Zeliff                  |       | Républicain  | Bill Zeliff                 |       | Républicain |
| New Hampshire        | 2e district  | Richard Swett                |       | Démocrate    | Charlie Bass                |       | Républicain |
| New Jersey           | 1er district | Rob Andrews                  |       | Démocrate    | Rob Andrews                 |       | Démocrate   |
| New Jersey           | 2e district  | William J. Hughes *          |       | Démocrate*   | Frank LoBiondo              |       | Républicain |
| New Jersey           | 3e district  | Jim Saxton                   |       | Républicain  | Jim Saxton                  |       | Républicain |
| New Jersey           | 4e district  | Chris Smith                  |       | Républicain  | Chris Smith                 |       | Républicain |
| New Jersey           | 5e district  | Marge Roukema                |       | Républicain  | Marge Roukema               |       | Républicain |
| New Jersey           | 6e district  | Frank Pallone                |       | Démocrate    | Frank Pallone               |       | Démocrate   |
| New Jersey           | 7e district  | Bob Franks                   |       | Républicain  | Bob Franks                  |       | Républicain |
| New Jersey           | 8e district  | Herb Klein                   |       | Démocrate    | William J. Martini          |       | Républicain |
| New Jersey           | 9e district  | Robert Torricelli            |       | Démocrate    | Robert Torricelli           |       | Démocrate   |
| New Jersey           | 10e district | Donald M. Payne              |       | Démocrate    | Donald M. Payne             |       | Démocrate   |
| New Jersey           | 11e district | Dean Gallo *                 |       | Républicain* | Rodney Frelinghuysen        |       | Républicain |
| New Jersey           | 12e district | Dick Zimmer                  |       | Républicain  | Dick Zimmer                 |       | Républicain |
| New Jersey           | 13e district | Bob Menendez                 |       | Démocrate    | Bob Menendez                |       | Démocrate   |
| New York             | 1er district | George Hochbrueckner         |       | Démocrate    | Michael Forbes              |       | Républicain |
| New York             | 2e district  | Rick Lazio                   |       | Républicain  | Rick Lazio                  |       | Républicain |
| New York             | 3e district  | Peter T. King                |       | Républicain  | Peter T. King               |       | Républicain |
| New York             | 4e district  | David A. Levy                |       | Républicain  | Dan Frisa                   |       | Républicain |
| New York             | 5e district  | Gary Ackerman                |       | Démocrate    | Gary Ackerman               |       | Démocrate   |
| New York             | 6e district  | Floyd H. Flake               |       | Démocrate    | Floyd H. Flake              |       | Démocrate   |
| New York             | 7e district  | Thomas J. Manton             |       | Démocrate    | Thomas J. Manton            |       | Démocrate   |
| New York             | 8e district  | Jerrold Nadler               |       | Démocrate    | Jerrold Nadler              |       | Démocrate   |
| New York             | 9e district  | Chuck Schumer                |       | Démocrate    | Chuck Schumer               |       | Démocrate   |
| New York             | 10e district | Ed Towns                     |       | Démocrate    | Ed Towns                    |       | Démocrate   |
| New York             | 11e district | Major Owens                  |       | Démocrate    | Major Owens                 |       | Démocrate   |
| New York             | 12e district | Nydia Velázquez              |       | Démocrate    | Nydia Velázquez             |       | Démocrate   |
| New York             | 13e district | Susan Molinari               |       | Républicain  | Susan Molinari              |       | Républicain |
| New York             | 14e district | Carolyn Maloney              |       | Démocrate    | Carolyn Maloney             |       | Démocrate   |
| New York             | 15e district | Charles Rangel               |       | Démocrate    | Charles Rangel              |       | Démocrate   |
| New York             | 16e district | José Serrano                 |       | Démocrate    | José Serrano                |       | Démocrate   |
| New York             | 17e district | Eliot Engel                  |       | Démocrate    | Eliot Engel                 |       | Démocrate   |
| New York             | 18e district | Nita Lowey                   |       | Démocrate    | Nita Lowey                  |       | Démocrate   |
| New York             | 19e district | Hamilton Fish IV *           |       | Républicain* | Sue W. Kelly                |       | Républicain |
| New York             | 20e district | Benjamin A. Gilman           |       | Républicain  | Benjamin A. Gilman          |       | Républicain |
| New York             | 21e district | Michael R. McNulty           |       | Démocrate    | Michael R. McNulty          |       | Démocrate   |
| New York             | 22e district | Gerald B. H. Solomon         |       | Républicain  | Gerald B. H. Solomon        |       | Républicain |
| New York             | 23e district | Sherwood Boehlert            |       | Républicain  | Sherwood Boehlert           |       | Républicain |
| New York             | 24e district | John M. McHugh               |       | Républicain  | John M. McHugh              |       | Républicain |
| New York             | 25e district | James T. Walsh               |       | Républicain  | James T. Walsh              |       | Républicain |
| New York             | 26e district | Maurice Hinchey              |       | Démocrate    | Maurice Hinchey             |       | Démocrate   |
| New York             | 27e district | Bill Paxon                   |       | Républicain  | Bill Paxon                  |       | Républicain |
| New York             | 28e district | Louise Slaughter             |       | Démocrate    | Louise Slaughter            |       | Démocrate   |
| New York             | 29e district | John J. LaFalce              |       | Démocrate    | John J. LaFalce             |       | Démocrate   |
| New York             | 30e district | Jack Quinn                   |       | Républicain  | Jack Quinn                  |       | Républicain |
| New York             | 31e district | Amo Houghton                 |       | Républicain  | Amo Houghton                |       | Républicain |
| Nouveau-Mexique      | 1er district | Steven Schiff                |       | Républicain  | Steven Schiff               |       | Républicain |
| Nouveau-Mexique      | 2e district  | Joe Skeen                    |       | Républicain  | Joe Skeen                   |       | Républicain |
| Nouveau-Mexique      | 3e district  | Bill Richardson              |       | Démocrate    | Bill Richardson             |       | Démocrate   |
| Ohio                 | 1er district | David S. Mann                |       | Démocrate    | Steve Chabot                |       | Républicain |
| Ohio                 | 2e district  | Rob Portman                  |       | Républicain  | Rob Portman                 |       | Républicain |
| Ohio                 | 3e district  | Tony P. Hall                 |       | Démocrate    | Tony P. Hall                |       | Démocrate   |
| Ohio                 | 4e district  | Mike Oxley                   |       | Républicain  | Mike Oxley                  |       | Républicain |
| Ohio                 | 5e district  | Paul Gillmor                 |       | Républicain  | Paul Gillmor                |       | Républicain |
| Ohio                 | 6e district  | Ted Strickland               |       | Démocrate    | Frank Cremeans              |       | Républicain |
| Ohio                 | 7e district  | Dave Hobson                  |       | Républicain  | Dave Hobson                 |       | Républicain |
| Ohio                 | 8e district  | John Boehner                 |       | Républicain  | John Boehner                |       | Républicain |
| Ohio                 | 9e district  | Marcy Kaptur                 |       | Démocrate    | Marcy Kaptur                |       | Démocrate   |
| Ohio                 | 10e district | Martin Hoke                  |       | Républicain  | Martin Hoke                 |       | Républicain |
| Ohio                 | 11e district | Louis Stokes                 |       | Démocrate    | Louis Stokes                |       | Démocrate   |
| Ohio                 | 12e district | John Kasich                  |       | Républicain  | John Kasich                 |       | Républicain |
| Ohio                 | 13e district | Sherrod Brown                |       | Démocrate    | Sherrod Brown               |       | Démocrate   |
| Ohio                 | 14e district | Thomas C. Sawyer             |       | Démocrate    | Thomas C. Sawyer            |       | Démocrate   |
| Ohio                 | 15e district | Deborah Pryce                |       | Républicain  | Deborah Pryce               |       | Républicain |
| Ohio                 | 16e district | Ralph Regula                 |       | Républicain  | Ralph Regula                |       | Républicain |
| Ohio                 | 17e district | James Traficant              |       | Démocrate    | James Traficant             |       | Démocrate   |
| Ohio                 | 18e district | Douglas Applegate *          |       | Démocrate*   | Bob Ney                     |       | Républicain |
| Ohio                 | 19e district | Eric Fingerhut               |       | Démocrate    | Steve LaTourette            |       | Républicain |
| Oklahoma             | 1er district | Jim Inhofe *                 |       | Républicain* | Steve Largent               |       | Républicain |
| Oklahoma             | 2e district  | Mike Synar                   |       | Démocrate    | Tom Coburn                  |       | Républicain |
| Oklahoma             | 3e district  | William K. Brewster          |       | Démocrate    | William K. Brewster         |       | Démocrate   |
| Oklahoma             | 4e district  | Dave McCurdy *               |       | Démocrate*   | J. C. Watts                 |       | Républicain |
| Oklahoma             | 5e district  | Ernest Istook                |       | Républicain  | Ernest Istook               |       | Républicain |
| Oklahoma             | 6e district  | Frank Lucas                  |       | Républicain  | Frank Lucas                 |       | Républicain |
| Oregon               | 1er district | Elizabeth Furse              |       | Démocrate    | Elizabeth Furse             |       | Démocrate   |
| Oregon               | 2e district  | Bob Smith *                  |       | Républicain* | Wes Cooley                  |       | Républicain |
| Oregon               | 3e district  | Ron Wyden                    |       | Démocrate    | Ron Wyden                   |       | Démocrate   |
| Oregon               | 4e district  | Peter DeFazio                |       | Démocrate    | Peter DeFazio               |       | Démocrate   |
| Oregon               | 5e district  | Michael J. Kopetski *        |       | Démocrate*   | Jim Bunn                    |       | Républicain |
| Pennsylvanie         | 1er district | Thomas M. Foglietta          |       | Démocrate    | Thomas M. Foglietta         |       | Démocrate   |
| Pennsylvanie         | 2e district  | Lucien E. Blackwell          |       | Démocrate    | Chaka Fattah                |       | Démocrate   |
| Pennsylvanie         | 3e district  | Robert A. Borski Jr.         |       | Démocrate    | Robert A. Borski Jr.        |       | Démocrate   |
| Pennsylvanie         | 4e district  | Ron Klink                    |       | Démocrate    | Ron Klink                   |       | Démocrate   |
| Pennsylvanie         | 5e district  | William F. Clinger Jr.       |       | Républicain  | William F. Clinger Jr.      |       | Républicain |
| Pennsylvanie         | 6e district  | Tim Holden                   |       | Démocrate    | Tim Holden                  |       | Démocrate   |
| Pennsylvanie         | 7e district  | Curt Weldon                  |       | Républicain  | Curt Weldon                 |       | Républicain |
| Pennsylvanie         | 8e district  | James C. Greenwood           |       | Républicain  | James C. Greenwood          |       | Républicain |
| Pennsylvanie         | 9e district  | Bud Shuster                  |       | Républicain  | Bud Shuster                 |       | Républicain |
| Pennsylvanie         | 10e district | Joseph M. McDade             |       | Républicain  | Joseph M. McDade            |       | Républicain |
| Pennsylvanie         | 11e district | Paul E. Kanjorski            |       | Démocrate    | Paul E. Kanjorski           |       | Démocrate   |
| Pennsylvanie         | 12e district | John Murtha                  |       | Démocrate    | John Murtha                 |       | Démocrate   |
| Pennsylvanie         | 13e district | Marjorie Margolies-Mezvinsky |       | Démocrate    | Jon D. Fox                  |       | Républicain |
| Pennsylvanie         | 14e district | William J. Coyne             |       | Démocrate    | William J. Coyne            |       | Démocrate   |
| Pennsylvanie         | 15e district | Paul F. McHale Jr.           |       | Démocrate    | Paul F. McHale Jr.          |       | Démocrate   |
| Pennsylvanie         | 16e district | Robert Smith Walker          |       | Républicain  | Robert Smith Walker         |       | Républicain |
| Pennsylvanie         | 17e district | George Gekas                 |       | Républicain  | George Gekas                |       | Républicain |
| Pennsylvanie         | 18e district | Rick Santorum *              |       | Républicain* | Mike Doyle                  |       | Démocrate   |
| Pennsylvanie         | 19e district | William F. Goodling          |       | Républicain  | William F. Goodling         |       | Républicain |
| Pennsylvanie         | 20e district | Austin J. Murphy *           |       | Démocrate*   | Frank Mascara               |       | Démocrate   |
| Pennsylvanie         | 21e district | Tom Ridge                    |       | Républicain  | Phil English                |       | Républicain |
| Rhode Island         | 1er district | Ronald Machtley *            |       | Républicain* | Patrick J. Kennedy          |       | Démocrate   |
| Rhode Island         | 2e district  | Jack Reed                    |       | Démocrate    | Jack Reed                   |       | Démocrate   |
| Tennessee            | 1er district | Jimmy Quillen                |       | Républicain  | Jimmy Quillen               |       | Républicain |
| Tennessee            | 2e district  | Jimmy Duncan                 |       | Républicain  | Jimmy Duncan                |       | Républicain |
| Tennessee            | 3e district  | Marilyn Lloyd *              |       | Démocrate*   | Zach Wamp                   |       | Républicain |
| Tennessee            | 4e district  | Jim Cooper *                 |       | Démocrate*   | Van Hilleary                |       | Républicain |
| Tennessee            | 5e district  | Bob Clement                  |       | Démocrate    | Bob Clement                 |       | Démocrate   |
| Tennessee            | 6e district  | Bart Gordon                  |       | Démocrate    | Bart Gordon                 |       | Démocrate   |
| Tennessee            | 7e district  | Don Sundquist *              |       | Républicain* | Ed Bryant                   |       | Républicain |
| Tennessee            | 8e district  | John S. Tanner               |       | Démocrate    | John S. Tanner              |       | Démocrate   |
| Tennessee            | 9e district  | Harold Ford, Sr.             |       | Démocrate    | Harold Ford, Sr.            |       | Démocrate   |
| Texas                | 1er district | Jim Chapman                  |       | Démocrate    | Jim Chapman                 |       | Démocrate   |
| Texas                | 2e district  | Charlie Wilson               |       | Démocrate    | Charlie Wilson              |       | Démocrate   |
| Texas                | 3e district  | Sam Johnson                  |       | Républicain  | Sam Johnson                 |       | Républicain |
| Texas                | 4e district  | Ralph Hall                   |       | Démocrate    | Ralph Hall                  |       | Démocrate   |
| Texas                | 5e district  | John Wiley Bryant            |       | Démocrate    | John Wiley Bryant           |       | Démocrate   |
| Texas                | 6e district  | Joe Barton                   |       | Républicain  | Joe Barton                  |       | Républicain |
| Texas                | 7e district  | William Reynolds Archer Jr.  |       | Républicain  | William Reynolds Archer Jr. |       | Républicain |
| Texas                | 8e district  | Jack Fields                  |       | Républicain  | Jack Fields                 |       | Républicain |
| Texas                | 9e district  | Jack Brooks                  |       | Démocrate    | Steve Stockman              |       | Républicain |
| Texas                | 10e district | J. J. Pickle *               |       | Démocrate*   | Lloyd Doggett               |       | Démocrate   |
| Texas                | 11e district | Chet Edwards                 |       | Démocrate    | Chet Edwards                |       | Démocrate   |
| Texas                | 12e district | Pete Geren                   |       | Démocrate    | Pete Geren                  |       | Démocrate   |
| Texas                | 13e district | Bill Sarpalius               |       | Démocrate    | Mac Thornberry              |       | Républicain |
| Texas                | 14e district | Greg Laughlin                |       | Démocrate    | Greg Laughlin               |       | Démocrate   |
| Texas                | 15e district | Kika de la Garza             |       | Démocrate    | Kika de la Garza            |       | Démocrate   |
| Texas                | 16e district | Ronald D. Coleman            |       | Démocrate    | Ronald D. Coleman           |       | Démocrate   |
| Texas                | 17e district | Charles Stenholm             |       | Démocrate    | Charles Stenholm            |       | Démocrate   |
| Texas                | 18e district | Craig Anthony Washington     |       | Démocrate    | Sheila Jackson Lee          |       | Démocrate   |
| Texas                | 19e district | Larry Combest                |       | Républicain  | Larry Combest               |       | Républicain |
| Texas                | 20e district | Henry B. Gonzalez            |       | Démocrate    | Henry B. Gonzalez           |       | Démocrate   |
| Texas                | 21e district | Lamar Smith                  |       | Républicain  | Lamar Smith                 |       | Républicain |
| Texas                | 22e district | Tom DeLay                    |       | Républicain  | Tom DeLay                   |       | Républicain |
| Texas                | 23e district | Henry Bonilla                |       | Républicain  | Henry Bonilla               |       | Républicain |
| Texas                | 24e district | Martin Frost                 |       | Démocrate    | Martin Frost                |       | Démocrate   |
| Texas                | 25e district | Michael A. Andrews *         |       | Démocrate*   | Ken Bentsen Jr.             |       | Démocrate   |
| Texas                | 26e district | Dick Armey                   |       | Républicain  | Dick Armey                  |       | Républicain |
| Texas                | 27e district | Solomon P. Ortiz             |       | Démocrate    | Solomon P. Ortiz            |       | Démocrate   |
| Texas                | 28e district | Frank Tejeda                 |       | Démocrate    | Frank Tejeda                |       | Démocrate   |
| Texas                | 29e district | Gene Green                   |       | Démocrate    | Gene Green                  |       | Démocrate   |
| Texas                | 30e district | Eddie Bernice Johnson        |       | Démocrate    | Eddie Bernice Johnson       |       | Démocrate   |
| Utah                 | 1er district | James V. Hansen              |       | Républicain  | James V. Hansen             |       | Républicain |
| Utah                 | 2e district  | Karen Shepherd               |       | Démocrate    | Enid Greene Waldholtz       |       | Républicain |
| Utah                 | 3e district  | Bill Orton                   |       | Démocrate    | Bill Orton                  |       | Démocrate   |
| Vermont              | District     | Bernie Sanders               |       | Indépendant  | Bernie Sanders              |       | Indépendant |
| Virginie             | 1er district | Herbert H. Bateman           |       | Républicain  | Herbert H. Bateman          |       | Républicain |
| Virginie             | 2e district  | Owen B. Pickett              |       | Démocrate    | Owen B. Pickett             |       | Démocrate   |
| Virginie             | 3e district  | Bobby Scott                  |       | Démocrate    | Bobby Scott                 |       | Démocrate   |
| Virginie             | 4e district  | Norman Sisisky               |       | Démocrate    | Norman Sisisky              |       | Démocrate   |
| Virginie             | 5e district  | Lewis Payne                  |       | Démocrate    | Lewis Payne                 |       | Démocrate   |
| Virginie             | 6e district  | Bob Goodlatte                |       | Républicain  | Bob Goodlatte               |       | Républicain |
| Virginie             | 7e district  | Thomas J. Bliley Jr.         |       | Républicain  | Thomas J. Bliley Jr.        |       | Républicain |
| Virginie             | 8e district  | Jim Moran                    |       | Démocrate    | Jim Moran                   |       | Démocrate   |
| Virginie             | 9e district  | Rick Boucher                 |       | Démocrate    | Rick Boucher                |       | Démocrate   |
| Virginie             | 10e district | Frank Wolf                   |       | Républicain  | Frank Wolf                  |       | Républicain |
| Virginie             | 11e district | Leslie L. Byrne              |       | Démocrate    | Tom Davis                   |       | Républicain |
| Virginie-Occidentale | 1er district | Alan Mollohan                |       | Démocrate    | Alan Mollohan               |       | Démocrate   |
| Virginie-Occidentale | 2e district  | Bob Wise                     |       | Démocrate    | Bob Wise                    |       | Démocrate   |
| Virginie-Occidentale | 3e district  | Nick Rahall                  |       | Démocrate    | Nick Rahall                 |       | Démocrate   |
| Washington           | 1er district | Maria Cantwell               |       | Démocrate    | Rick White                  |       | Républicain |
| Washington           | 2e district  | Al Swift *                   |       | Démocrate*   | Jack Metcalf                |       | Républicain |
| Washington           | 3e district  | Jolene Unsoeld               |       | Démocrate    | Linda Smith                 |       | Républicain |
| Washington           | 4e district  | Jay Inslee                   |       | Démocrate    | Doc Hastings                |       | Républicain |
| Washington           | 5e district  | Tom Foley                    |       | Démocrate    | George Nethercutt           |       | Républicain |
| Washington           | 6e district  | Norman D. Dicks              |       | Démocrate    | Norman D. Dicks             |       | Démocrate   |
| Washington           | 7e district  | Jim McDermott                |       | Démocrate    | Jim McDermott               |       | Démocrate   |
| Washington           | 8e district  | Jennifer Dunn                |       | Républicain  | Jennifer Dunn               |       | Républicain |
| Washington           | 9e district  | Mike Kreidler                |       | Démocrate    | Randy Tate                  |       | Républicain |
| Wisconsin            | 1er district | Peter W. Barca               |       | Démocrate    | Mark Neumann                |       | Républicain |
| Wisconsin            | 2e district  | Scott L. Klug                |       | Républicain  | Scott L. Klug               |       | Républicain |
| Wisconsin            | 3e district  | Steve Gunderson              |       | Républicain  | Steve Gunderson             |       | Républicain |
| Wisconsin            | 4e district  | Jerry Kleczka                |       | Démocrate    | Jerry Kleczka               |       | Démocrate   |
| Wisconsin            | 5e district  | Tom Barrett                  |       | Démocrate    | Tom Barrett                 |       | Démocrate   |
| Wisconsin            | 6e district  | Tom Petri                    |       | Républicain  | Tom Petri                   |       | Républicain |
| Wisconsin            | 7e district  | Dave Obey                    |       | Démocrate    | Dave Obey                   |       | Démocrate   |
| Wisconsin            | 8e district  | Toby Roth                    |       | Républicain  | Toby Roth                   |       | Républicain |
| Wisconsin            | 9e district  | Jim Sensenbrenner            |       | Républicain  | Jim Sensenbrenner           |       | Républicain |
| Wyoming              | District     | Craig Thomas *               |       | Républicain* | Barbara Cubin               |       | Républicain |